# Arkanoid: Doh It Again
Arkanoid: Doh It Again è un videogioco sviluppato da Taito e pubblicato in esclusiva per Super Nintendo nel 1997. Il videogioco è un clone di Breakout, e uno dei sequel di Arkanoid, uscito dopo una pausa di dieci anni nella serie ufficiale. Nel 1998 uscì una conversione per Windows in Giappone.
Il sottotitolo è un gioco di parole tra "Doh", il boss ricorrente della serie, e "do it again" (lett. "rifallo").

## Trama
Anno 75.05 PT (Tempo pulsar) 11 alba delle stelle. Un'astronave individua in un sistema solare alieno un pianeta in tutto e per tutto simile alla Terra. Per vedere se ci sono le condizioni ideali di colonizzazione viene inviata su questo pianeta l'astronave Vaus pilotata dal comandante Therle. Si scoprirà che esso è sotto il controllo del redivivo Doh.

## Modalità di gioco
Il gameplay è sempre lo stesso di tutta la serie di Arkanoid: con una racchetta bisogna ribattere una pallina e distruggere un muro di mattoncini in ogni livello. I muri possono avere svariate forme e hanno una larghezza massima di 10 mattoncini, contro i 13 dei giochi arcade precedenti.
Gli alieni che fluttuano per lo schermo facendo da ostacoli, tipici di Arkanoid, qui hanno anche la capacità di trasformarsi in mattoncini o teletrasportare la pallina.
Oltre al classico gioco singolo o alternato, ci sono due vere modalità multigiocatore in simultanea: cooperativo, con due Vaus a due altezze diverse (che si scambiano di posto a ogni livello); competitivo a schermo diviso, dove si fa punto e si cambia livello ogni volta che l'altro perde la palla.

### Bonus
Alcuni mattoncini distrutti rilasceranno un power-up indicato da una lettera, il quale darà un aiuto al giocatore se raccolto dal Vaus.
- E blu, il Vaus viene allungato il doppio del normale.
- B rosa, si apre l'uscita per il livello successivo.
- S arancione, viene ridotta notevolmente la velocità della pallina.
- T verde scuro, viene attivata una barriera in grado di respingere la pallina nel caso il Vaus la mancasse. Era l'unico power-up inedito rispetto ai giochi precedenti della serie.
- M rosa, la pallina diventa verde incandescente e procede dritta sui mattoncini senza rimbalzare.
- L rosso, viene attivata la modalità sparo laser al Vaus, in grado di distruggere i mattoncini.
- C verde, a ogni tocco la pallina rimane attaccata magneticamente al Vaus e viene rilasciata dopo qualche secondo o premendo il tasto di sparo.
- D bianco, vengono immesse in gioco 8 palline e la velocità di esse aumenta.
- P grigio, viene assegnata una vita extra.

### Livelli
Il gioco consta di 33 livelli che si ripetono ciclicamente per un totale di 99, più il mostro finale.
Ci sono scontri con boss ogni 11 livelli; alcuni sono varianti di Doh, anche qui con le sembianze di un Moai dell'Isola di Pasqua, mentre altri consistono in creature serpentesche.
Lo scontro finale è con un enorme Doh dotato di braccia e torso, in grado tra l'altro di ruotare lo schermo con l'effetto del Mode 7, ribaltando pertanto la prospettiva della Vaus.
Alcuni muri sono a forma di altri personaggi dell'universo Taito, come un invasore alieno di Space Invaders, la Silverhawk dello sparatutto Darius, la stella di Rainbow Islands e la fiamma di Super Qix.